# Asertividad
La asertividad es una forma de comportamiento caracterizada por una declaración firme o la afirmación de una declaración sin necesidad de prueba. Afirmarse es afirmar la posición de uno sin transgredir agresivamente los derechos del otro (asumiendo una posición de dominio) y sin permitir de forma sumisa que el otro ignore o niegue los derechos o la posición legítima de uno. Como estrategia y estilo de comunicación, la asertividad se sitúa en un punto intermedio entre otras dos conductas polares: la pasividad, que consiste en permitir que terceros decidan por nosotros, o que pasen por alto nuestros derechos; y por otro lado tenemos la agresividad, que se presenta cuando no somos capaces de ser objetivos y respetar las ideas de los demás.
El concepto de asertividad suele definirse como un comportamiento comunicacional en el cual la persona no agrede ni se somete a la voluntad de otras personas sino que manifiesta sus convicciones y defiende sus derechos. Es también una forma de expresión congruente, directa y equilibrada, cuya finalidad es comunicar nuestras ideas y sentimientos o defender nuestros legítimos derechos sin la intención de herir o perjudicar, actuando desde un estado interior de autoconfianza, en lugar de la emocionalidad limitante típica de la ansiedad, la culpa o la rabia. Contar con un criterio propio dentro de la sociedad es indispensable para comunicarnos de una mejor manera.

## Introducción
En la década de 1940 Andrew Salter definió la asertividad como un rasgo de personalidad y pensó que algunas personas la poseían y otras no. La definieron como “la expresión de los derechos y sentimientos personales”, y hallaron que casi todo el mundo podía ser asertivo en algunas situaciones y absolutamente ineficaz en otras. También se descubrió que la asertividad tiene que ver con el grado de madurez de cada individuo; así como de los factores emocionales e intrínsecos de la personalidad, las personas cuya autoestima es elevada tienden a desarrollar un mayor grado de asertividad. Las diferencias entre las personas asertivas y las que no desarrollan esta habilidad radica en la falta de carácter, así como de ideologías, falta de confianza en sus habilidades o bien, que carezca de objetivos claros al comunicarse.
Por lo tanto la conducta asertiva se puede entrenar y de esta manera aumentar el número de situaciones en las que vamos a tener una respuesta asertiva.

## Beneficios de la asertividad
La asertividad permite comunicar a las demás personas nuestras ideas, opiniones y necesidades de forma legítima y empática. Varias situaciones donde una comunicación asertiva puede reportar beneficios al emisor del mensaje son las siguientes:
- Negarse a peticiones que no redunden en nuestro propio bienestar o atenten contra nuestros derechos.
- Mostrar opiniones negativas tales como la crítica, la queja o el desacuerdo.
- Mostrar sentimientos positivos tales como el orgullo, el agrado o la estima.
- Dar una opinión, hacer una petición o pedir un favor a alguien.
- Sentirse legitimado para cuestionar la autoridad, las normas impuestas o el statu quo.
- Compartir pensamientos y emociones y facilitar un entorno donde las personas se sientan respetadas haciéndolo.
- Solucionar problemas y llegar a acuerdos antes de que aparezca el conflicto.
- Predominio de una actitud "Ganar-Ganar" en vez de "Ganar-Perder" una persona asertiva tiende a buscar el bien común.
- Dentro de una dinámica social, una persona con una personalidad asertiva va a tener la tendencia a buscar la colaboración y disuadir la competencia. "Al suprimir la competencia empezamos a colaborar inmediatamente"[4]
- Comunicación Imperativa Asertiva: una persona asertiva tiene la tendencia a "no preguntar" sino "pedir" con un tono de voz amable. Sin ordenar y sin preguntar a la vez.

## Asertividad como habilidad
El contar con una habilidad de comunicación para expresarnos de manera eficaz y respetuosa, defendiendo las necesidades, ideas o sentimientos teniendo en cuenta nuestros derechos asertivos y el de los demás generando mejores interacciones sociales con negociación para un buen común. Ser una persona asertiva tiende a mejorar la salud mental y la comunicación , cómo por ejemplo con decir lo que se piensa, genera un aumento en la confianza en uno mismo y en la autoestima.
Se realiza una introspección que genera una mejor comprensión y reconocimiento de las emociones, para así validarlo.
Genera un ambiente de negociación de individuos implicados, mejorando su comunicación y obteniendo el respeto que se merecen, en el tipo de vínculo que se lleve.
Facilita la consciencia individual acompañado de inteligencia emocional para mejorar la toma de decisiones.
La expresión de emociones, ideas, pensamientos y creencias , así como la solución de conflictos son habilidades que se pueden aprender con ayuda de la asertividad.
Según Emiliano Lagunes, psicólogo clínico el contar con habilidades asertivas,  es un proceso en  desarrollo de aprendizaje  y práctica, existen varias opciones que pueden brindar apoyo:
Psicólogos especializados: Los profesionales de la psicología están capacitados para ayudar a generar un proceso de autoconocimiento, desarrollar habilidades y herramientas para lograr una comunicación asertiva.
Talleres y cursos: Muchas organizaciones y centros de desarrollo personal ofrecen talleres y cursos enfocados en la mejora de la asertividad. Estos programas te brindan la oportunidad de aprender de expertos y practicar tus habilidades en un entorno seguro y estructurado.
Lectura y recursos en línea: Existen numerosos libros, artículos y recursos en línea que abordan el tema de la asertividad.
Además de lo antes mencionado se puede aprender nuevas actitudes como lo son: Evaluando el estilo de comunicación que se tiene hacia los demás, reflexionando la estructura de cómo comunicamos nuestras emociones, una recomendación sería usando frases en primera persona,  practicando lo que vamos a decir antes de decirlo,  esto genera sentir escucha, ser reflexivos además de sentir mayor satisfacción emocional.
El usar un lenguaje corporal respetuoso, hacia la persona que me está escuchando y cómodo para expresar cómo me siento también es una nueva actitud a considerar.
Tener las emociones bajo control, o una regulación emocional, con intervenciones asertivas en los pensamientos antes de actuar y comenzando con propósitos a realizar más asequibles de poco a poco. 
Recordando que la asertividad es un habilidad nueva, desconocida o cambiante, muy amplia para abordar de manera constante, la asertividad es una habilidad  constructiva y para las relaciones sociales, conforme avanzamos pueden generar diferentes tipos de necesidades, se presentan diferentes tipos de conflictos o pensamientos en diferentes situaciones emocionales, el ser comprensivos además de compasivos disminuye la sobre  exigencia, proceso de aprendizaje de nuevas habilidades resulta cambiante en cada individuo, es importante acudir con un profesional de la salud capacitado para atender a  localizar los  puntos para trabajar.
Para seguir fortaleciendo la habilidad asertiva es importante reconocer y tener en cuenta nuestros derechos asertivos con el propósito de obtener buena comunicación y para el propio bienestar emocional, haciendo valer los propios derechos asertivos y respetando los derechos de los demás. A continuación la lista de derechos asertivos:  
1. Tengo derecho a ser tratado con respeto y dignidad.
2. Tengo derecho a tener y expresar mis propias opiniones.
3. Tengo derecho a interrumpir, a pedir información y aclaraciones.
4. Tengo derecho a detenerme y pensar antes de actuar.
5. Tengo derecho a experimentar y expresar mis propios sentimientos, así como a ser su único juez.
6. Tengo derecho a decir “no” sin sentir culpa.
7. Tengo derecho a pedir lo que quiero.
8. Tengo derecho a tener mis propias necesidades y que estas necesidades sean tan importantes como las de los demás.
9. Tengo derecho a no satisfacer las necesidades y expectativas de otras personas y comportarme siguiendo mis propios intereses.
10. Tengo derecho a no anticiparme a los deseos y necesidades de los demás y a no tener que suponer.
11. Tengo derecho a protestar cuando se me trata injustamente.
12. Tengo derecho a sentir y expresar el dolor.
13. Tengo derecho a no estar pendiente de la buena voluntad de los demás.
14. Tengo derecho a elegir entre responder o no hacerlo.
15. Tengo derecho a cambiar de opinión o a cambiar mi forma de actuar.
16. Tengo derecho a no tener que justificar ante los demás.
17. Tengo derecho a cometer errores.
18. Tengo derecho a hacer menos de lo que soy capaz de hacer.
19. Tengo derecho a decidir qué hacer con mis propiedades, cuerpo, tiempo…
20. Tengo derecho a gozar y disfrutar.
21. Tengo derecho a mi descanso y aislamiento cuando así lo decida.
22. Tengo derecho a tener éxito y superarme, aun superando a los demás.

## Dentro de los estilos de comunicación
La persona que cuenta con la capacidad de aserción consigue sus objetivos, se respetan a ellos mismos y también a quienes los rodean, expresan sus ideas y actúan en el momento y lugar adecuados, con franqueza y sinceridad. Muestran autenticidad en sus actos y tienen la capacidad de decidir de manera inmediata y objetiva. Su conducta verbal: Expresión verbal directa y honesta, mensajes “Yo” en primera persona ("pienso", "siento", "quiero") invita al diálogo, hace preguntas y pide participación, tiene capacidad para discrepar y pedir aclaraciones abiertamente. Su conducta no verbal: escucha activa hacia el interlocutor, contacto ocular directo, pero no desafiante, habla fluida y segura, gestos firmes y relajados, proximidad física y contacto corporal.
Toda persona tiene derecho a decidir cuándo prestar ayuda a los demás ya que es un derecho individual, sin embargo, se debe tomar en cuenta que no es aconsejable defender nuestros derechos cuando corremos peligro de recibir agresión física o se viole la legalidad. No existe una “personalidad innata” asertiva o no asertiva, la conducta asertiva se aprende por imitación y refuerzo, es decir, se compone de lo que se nos ha transmitido como modelos de comportamiento, ya sea nuestro núcleo familiar, escolar o laboral.
Mantener en mente que hay un momento y una forma adecuadas para realizar cada actividad, y la mejor manera de hacerlo consiste en ser asertivo, ésta es la llave para lograr el éxito en las relaciones interpersonales.

## Antecedentes
Joseph Wolpe y Richard Lazarus en 1958 dan el primer concepto de Asertividad como tal, y descubrieron que casi todo el mundo puede ser asertivo en algunas situaciones y en otras no.
En Estados Unidos se realizaron investigaciones acerca de la ansiedad social y sus tratamientos. 
En 1971 Marsall inserta la Asertividad al cuerpo de las habilidades sociales con el método estructurado de entrenamiento. 
Se realiza la BAT (Behavioral Assertiveness Test), que es un test conductual de Asertividad, creado por Eisler en 1975. 
Del Greco propone el modelo bidireccional en el que explica las diferencias entre conducta asertiva, no asertiva y agresiva. 
En 1985 Becker y Heimberg crean el test conductual de Asertividad para personas deprimidas.
En el año 2001 Davis Mckay y Eshleman hablan de suposiciones erróneas como obstáculo para la conducta asertiva.
Para los años de 2002 a 2004 Flores y Díaz, mencionan que la Asertividad depende de la cultura contextual, la situación y la psicología.

## Causas del déficit de asertividad
Varios autores sostienen que la asertividad tiene una relación directa con la autoestima. Las personas que no se consideran valiosas habitualmente optan por no defender sus derechos de forma activa, lo que crea un círculo vicioso al volver a minar su autoestima cuando sus derechos no son respetados.
En este caso se puede dar una respuesta distinta según el impulsor interno: agresividad cuando el foco de atención está excesivamente puesto en las necesidades de uno mismo y sumisión cuando se desea complacer a los demás. 
Otros motivos del déficit de asertividad serían la influencia de ciertos estereotipos sociales y laborales. En algunas culturas u organizaciones muy jerarquizadas se establece la sumisión como la conducta aceptada en determinados roles y géneros.
El estado emocional también influye en la respuesta que se pueda dar en un momento concreto. Una alta carga de estrés puede provocar una conducta excesivamente agresiva o pasiva, generando en ocasiones mayor ansiedad debido al rechazo que la propia respuesta provoca en los demás. 
Hasta el momento no se ha hallado una causa innata relacionada con la asertividad, si bien hay ciertos factores genéticos que podrían desempeñar un papel en el desarrollo de la timidez y, en consecuencia, el déficit de asertividad.
Establecer límites es un elemento clave para la asertividad, el límite determina una acción o petición propia, logrando decir lo que se quiere, sin atentar contra los demás.
- Reconocer y valorar los derechos: Esto implica expresar lo que se cree, se siente y se desea de forma directa y honesta, haciendo valer los derechos propios y respetando los derechos de los demás.
- Identificar esquemas de pensamiento: Algunas creencias, ideas, prejuicios, estereotipos, estigmas, son componentes que permiten percibir y evaluar la realidad, por ende, pueden representar un impedimento para actuar de manera asertiva, reconocer estos esquemas permiten adaptar las conductas y por lo tanto la expresión de la asertividad.
- Manejo de la ansiedad: Puede ser un factor que dificulte comunicar los límites, aplicar de técnicas de reducción de la ansiedad, tales como la relajación o la respiración controlada, puede ser útil para facilitar la asertividad   mantener la calma y claridad para expresarte.
- Comunicación efectiva: Implica la conciencia y el uso coherente de los elementos verbales y no verbales  para comunicar los límites o desacuerdos. La comunicación permite transmitir el mensaje a través de la corporalidad, la expresión facial, la postura, los gestos, el tono de voz, con coherencia y efectividad.

Por lo tanto establecer límites implica comunicar “lo que se ve, lo que se piensa o lo que se siente” de manera respetuosa, clara y directa, evitando cualquier tipo de dominación, subordinación, humillación o degradación hacia la otra persona involucrada.